# ジョン・デイヴィソン
ジョン・デイヴィソン（Jon Davison、1971年1月16日 - ）は、アメリカ合衆国のミュージシャン。イギリスのプログレッシブ・ロック・バンドであるイエスと、アメリカのプログレッシブ・ロック・バンドであるグラス・ハマーのリード・ボーカリスト。

## 経歴
カリフォルニア州南部のラグナビーチで生まれる。幼少の頃教会の少年合唱団に参加していたというジョンは、母親の影響もありザ・ビーチ・ボーイズやブレッドを聴いて育つ。
10歳の頃、ガレージセールでギターを手に入れてからはギターに夢中になり、その後フー・ファイターズのドラマー、テイラー・ホーキンスと知り合いバンドを組んだ。ホーキンスには「Juano」というニックネームを与えられる。その頃は自分の声がロックにはソフト過ぎると思っており、ギタリスト志望であった。
高校の時に聴いたラッシュがきっかけでプログレッシブ・ロックに目覚める。ベースに転向してから、当時影響を受けていたラッシュのゲディー・リーの雑誌の記事を通し、イエスやジェネシスを知り、その後とりわけイエスに強い影響を受けるようになる。
その後、ジョンはアメリカ北西部で活動するグループ、スカイ・クライズ・マリー (Sky Cries Mary)にベーシストとして参加。1990年代は主にこのバンドのメンバーとして過ごした。
2001年にブラジルに住んでいたときはベーシストとして Ronald Augusto とも活動。
2002年、スカイ・クライズ・マリーと並行してイエスのトリビュートバンド Roundabout にボーカルとして参加。かねてより高音の歌声を持ってはいたものの、シンガーとしての正式なトレーニングは受けておらず、苦労をしたという。
2009年、グラス・ハマーの Fred Schendel と Steve Babb がインターネットでジョンのパフォーマンスを目にし、グラス・ハマーのリードボーカルとしてスカウトされる。
グラス・ハマーのメンバーとして、2010年『イフ』、2011年『心の中の心』、2012年『ペリオス』、2014年『オード・トゥ・エコー』を発表。
2012年2月、病気で脱退したイエスのボーカリスト、ベノワ・ディヴィッドの後任としてイエスに参加。グラス・ハマーでの活動も継続すると発表されている。

## 影響
影響を受けたとしてイエスのジョン・アンダーソン、ザ・ビーチ・ボーイズのブライアン・ウィルソン、カール・ウィルソン、クイーンのフレディ・マーキュリーらの名を挙げている。またボーカルだけでなくベースプレイについてもイエスの影響を受けているという。

## ディスコグラフィ

### スカイ・クライズ・マリー
- 『ディス・タイムレス・ターニング』 - This Timeless Turning (1994年)
- Moonbathing on Sleeping Leaves (1997年)
- Seeds (1999年) ※EP
- Here & Now - Live 2005 (2005年)
- Small Town (2007年)
- Taking the Stage: 1997-2005 (2011年)

### グラス・ハマー
- 『イフ』 - If (2010年)
- 『心の中の心』 - Cor Cordium (2011年)
- 『ペリオス』 - Perilous (2012年)
- 『悲しみの淵に潜む秘密 (デラックス・エディション)』 - The Inconsolable Secret Deluxe Edition (2013年)
- 『オード・トゥ・エコー』 - Ode to Echo (2014年)[4]

### イエス
- 『ヘヴン&アース』 - Heaven & Earth （2014年）
- 『“イエス・サード・アルバム”&“究極”完全再現ライヴ〜ライヴ・イン・ブリストル 2014』 - Like It Is: Yes at the Bristol Hippodrome （2014年）
- 『“危機”&“こわれもの”完全再現ライヴ〜ライヴ・イン・アリゾナ 2014』 - Like It Is: Yes at the Mesa Arts Center （2015年）
- 『“海洋地形学の物語”&“ドラマ”〜ライヴ・アクロス・アメリカ』 - Topographic Drama – Live Across America （2017年）
- 『50周年記念ライヴ』 - Yes 50 Live （2019年）

### その他
- Various Artists: Tales from the Edge: A Tribute to the Music of Yes (2012年) ※The Samurai of Prog のメンバーとして「Starship Trooper」を演奏
- Mogador: Absinthe Tales Of Romantic Visions (2012年)
- Morse / Portnoy / George: Cov3r to Cov3r (2020年)